# Pseudopetalus timorensis
Pseudopetalus timorensis is een eenoogkreeftjessoort uit de familie van de Caligidae. De wetenschappelijke naam van de soort is voor het eerst geldig gepubliceerd in 1995 door Izawa.